# You Can't Do That on Television, Peter
You Can't Do That on Television, Peter (titulado No puedes decir eso en televisión, Peter en Hispanoamérica y No puedes hacer eso en televisión, Peter en España) es el episodio número dieciocho de la décima temporada de la serie de televisión animada Padre de familia. El episodio salió al aire originalmente por Fox en los Estados Unidos el 1 de abril de 2012. En el episodio Peter crea y protagoniza una serie de televisión para niños después de su show favorito infantil se cancelara. Mientras tanto, Meg ayuda al Dr. Hartman en el hospital.
Este episodio fue escrito por Julius Sharpe y dirigido por Bob Bowen. La estrella invitada es Katharine McPhee como la madre Maggie. Se recibió en general críticas negativas de los críticos por sus referencias culturales y la historia.

## Argumento
Cuando Peter sale a hacer un libro ilustrado llamado "Traseros de Lesbianas en Jeans de los ochentas", Lois lo detiene y dice a Peter que tiene que pasar más tiempo cuidando a Stewie.Mientras ven la televisión juntos, Peter se convierte en adicto a la granja de Jolly y pierde el rastro de Stewie, lo cual, al llegar y darse cuenta de que no está Stewie, Lois enfurece, dejando a peter deseando que fuera como la "madre Maggie".Pero cuando la madre de Maggie anuncia el espectáculo se canceló, Peter crea y protagoniza su propio programa de televisión para niños llamado "la casa de la risa de Petey". Lois se sorprende de que Peter consiguió un espectáculo y no está segura cómo las cosas saldrán bien. Brian le dice que es del canal local y que cualquiera puede tener un programa, Lois sigue molesta con Peter.Peter hace una marioneta de Lois llamada "Naggy Saggy" que la presenta como una malvada bruja. Lois descubre que la reputación de su títere la ha seguido a la vida real cuando es atacado por unos niños en Costmart (incluido Stewie).Cuando Peter quiere pasar una noche haciendo el amor, Lois le da la vuelta,Peter se enfrenta a ella por ser insistente y Lois se compromete a dejar de regañar. Peter le cuenta la idea de llevar un puma en vivo para su programa, Lois como había prometido no le dice nada, a la hora del programa, Peter hace la broma de quién va primero haciendo enfurecer al Puma, entonces Lois se arrepiente de no haber detenido y se dirige rápidamente al estudio de televisión, en donde llega tarde, ya que el puma le había desgarrado la yugular.
Mientras tanto, Meg le va bien en la clase de biología y su profesor le prepara con unas prácticas con el Dr. Hartman en el hospital.Ella lo sigue a todas partes y disfruta de la experiencia de aprendizaje, aunque ella está sorprendida por cómo realmente es tonto el Dr. Hartman. El Dr. Hartman informa a Meg que hay una hoja de trucos en el expediente de cada paciente con los nombres de las partes del cuerpo, y tiene que hacer referencia con el gráfico para decirle a Meg tiene una buena "cabeza" en sus "hombros".Cuando el Dr. Hartman se aleja por un problema que tiene, él le deja a cargo afirmando que ella sabe tanto como él. Cuando Meg examina a Bruce y su embarazosa situación, un grosero médico la echa fuera del hospital. Mientras Peter está sangrando a la muerte de una vena yugular desgarrada, Meg llega desde el estudio y da ayuda, salvando la vida de Peter.En el hospital, Peter admite que Lois estaba en lo cierto y Lois dice que fue solo porque ella lo ama. Cuando Meg señala que ella ayudó, Peter le hace caso y pide un vaso de agua. Cuando el puma del incidente llega, él está contento y dice que ahora entiende la broma quién va primero.

## Producción y desarrollo
El episodio fue escrito por Julius Sharpe y dirigido por Bob Bowen.